# Центр подготовки космонавтов имени Ю. А. Гагарина на почтовых марках
Федеральное государственное бюджетное учреждение «Научно-исследовательский испытательный центр подготовки космонавтов имени Ю. А. Гагарина» (ФГБУ «НИИ ЦПК им. Ю. А. Гагарина») — главное советское и российское учреждение по подготовке космонавтов. На главной странице его сайта опубликована выдержка из устава.

Федеральное государственное бюджетное учреждение «Научно-исследовательский испытательный центр подготовки космонавтов имени Ю. А. Гагарина» создано для проведения работ по обеспечению пилотируемых космических программ, научно-исследовательских и опытно-конструкторских работ в области изучения космического пространства и создания космической техники, подготовки космонавтов, обеспечения безопасного пребывания космонавтов на орбите, реабилитации космонавтов после выполнения космических полетов.
— Из Устава ФГБУ «НИИ ЦПК имени Ю. А. Гагарина»
В Центре имеются следующие технические средства подготовки космонавтов (ТСПК):
- комплекс тренажеров РС МКС;
- комплекс тренажеров ТПК «Союз»;
- функционально-моделирующие стенды, учебно-тренировочные натурные макеты;
- средства медицинской подготовки космонавтов;
- макет спускаемого аппарата «Материк»;
- тренажер «Океан»;
- самолёты-лаборатории;
- гидролаборатория.

## История понятия
В 1969 году для всех филателистических материалов, посвящённых Юрию Гагарину и его первому полёту, появилось собирательное название «филателистическая гагариниана» в книге Е. П. Сашенкова «Почтовые сувениры космической эры».
В 1984 году начался процесс выделения из общей темы «филателистическая гагариниана» специальных подтем, посвящённых более узким направлениям введением «сюжетного ответвления» музеи и памятники для художественных маркированных конвертов и почтовых карточек. Почтовые марки в это «сюжетное ответвление» включены не были, потому что к 1984 году в СССР вышли только две почтовые марки с памятниками Гагарину в Москве — с бюстом Гагарина на Аллее Космонавтов (СССР, 1975) и со статуей Гагарину (СССР, 1981).
Выпущены две серии марок, посвящённые Центру подготовки космонавтов имени Ю. А. Гагарина:
- 20-летие Центра подготовки космонавтов имени Ю. А. Гагарина. Союз Советских Социалистических Республик. 1980[7]

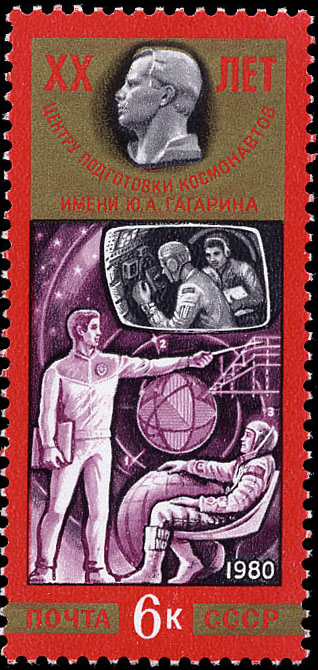
Навигационная практика (Mi #4991) (1980-09-15)
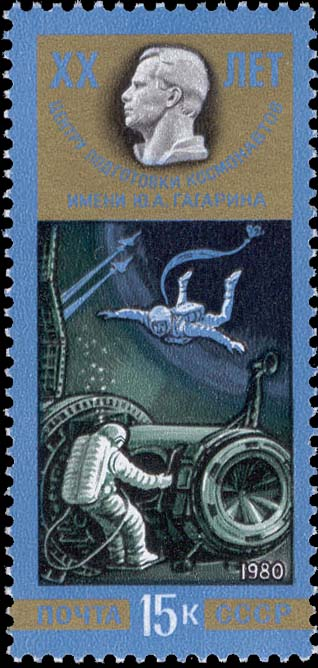
Практика невесомости (Mi #4992) (1980-09-15)
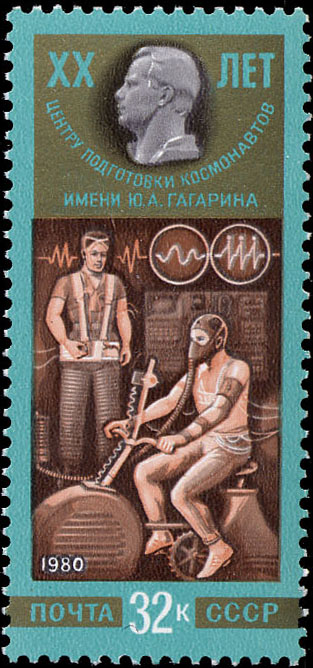
Медицинские тестовые нагрузки (Mi #4993) (1980-09-15)

- Космические исследования. Центр подготовки космонавтов имени Ю. А. Гагарина. Россия. 1994[8]

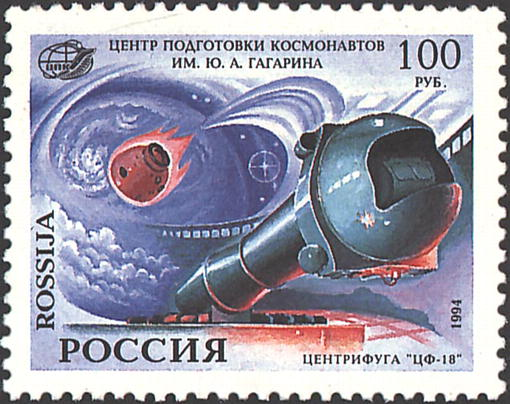
Центрифуга «ЦФ-18». Космическая капсула Союза при входе в атмосферу Земли (Mi #377) (1994-04-12)
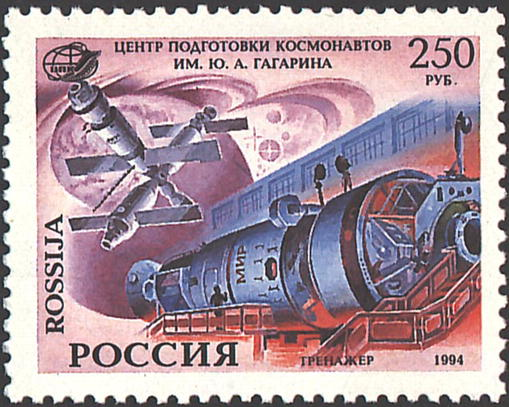
Тренировка на симуляторе «Мир». Космическая станция «Мир» с пристыкованным космическим кораблём «Союз» (Mi #378) (1994-04-12)
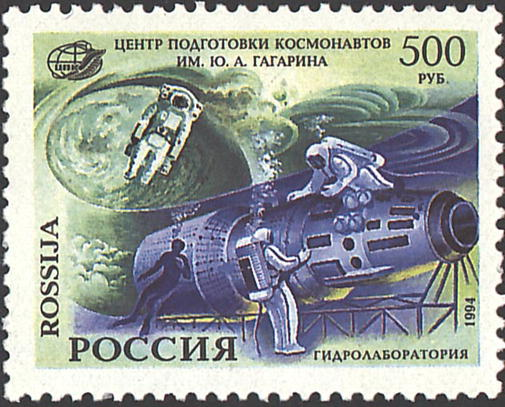
Тренировка в гидролаборатории. Космонавт в открытом космосе (Mi #379) (1994-04-12)

В 2021 году вышла статья С. Мациевского «Классификация филателистической гагаринианы» в электронном филателистическом журнале «Филателия» с описанием сформировавшихся к этому времени тем филателистической гагаринианы, в том числе и темы «Центр подготовки космонавтов имени Ю. А. Гагарина».
Почтовые марки посвящены следующим техническим средствам подготовки космонавтов (ТСПК):
- гидролаборатория;
- комплекс тренажеров ОС «Мир»;
- комплекс тренажеров ТПК «Союз»;
- средства медицинской подготовки космонавтов;
- функционально-моделирующие стенды, учебно-тренировочные натурные макеты;

## Гидролаборатория

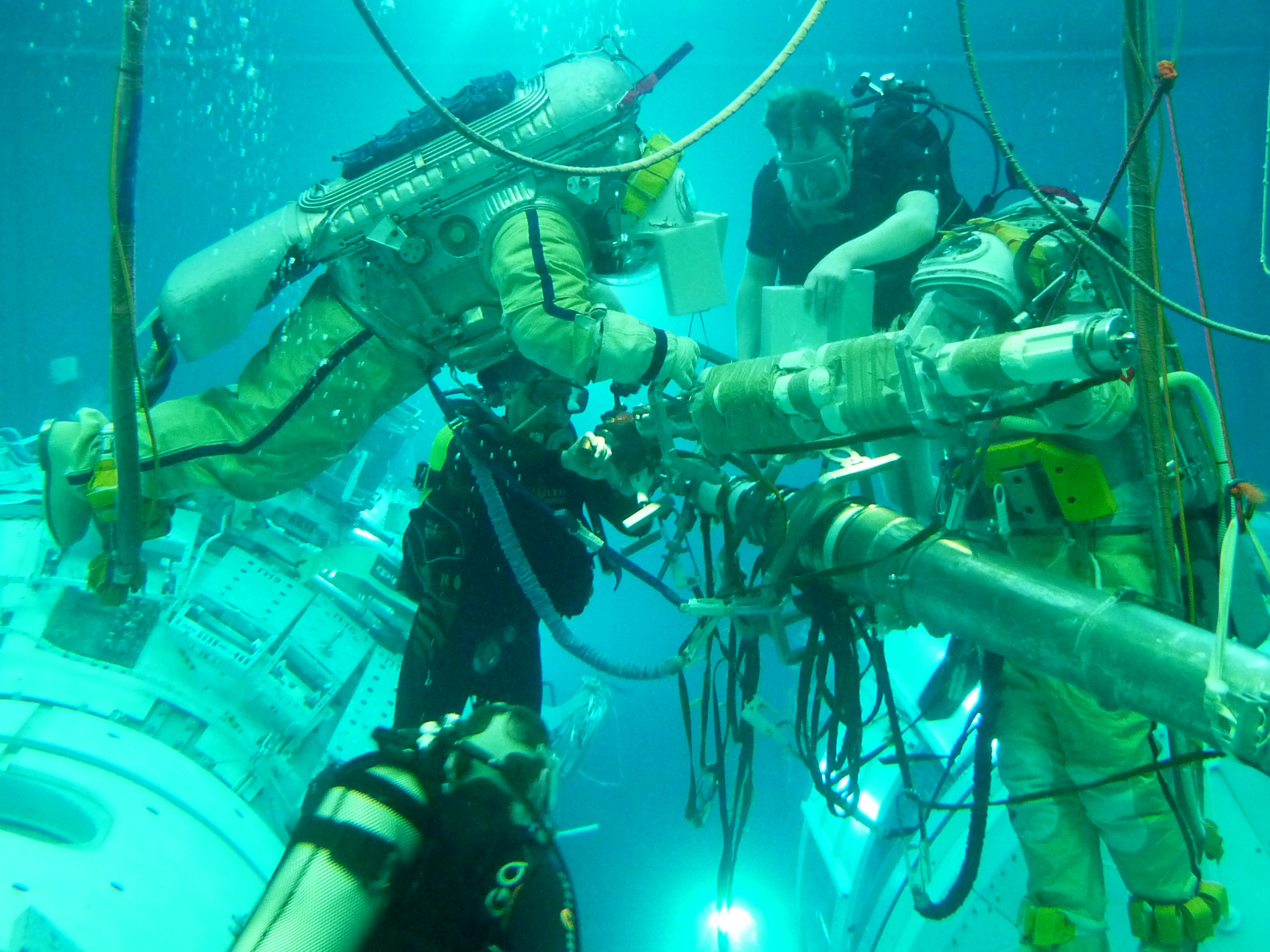
Тренировка в гидроневесомости. Разгрузочные жёлтые бруски создают нулевую плавучесть

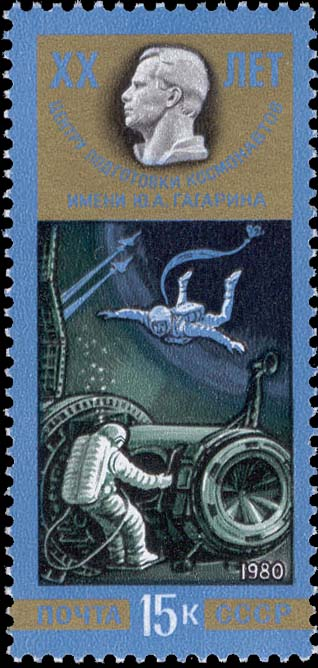
Практика невесомости (Mi #4992) (1980-09-15)

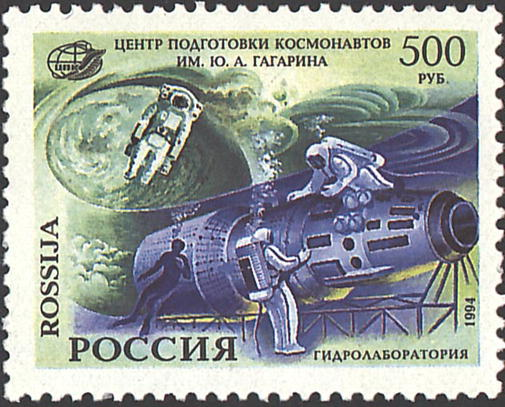
Тренировка в гидролаборатории. Космонавт в открытом космосе (Mi #379) (1994-04-12)

В гидролаборатории будущие космонавты тренируются в условиях одного из видов моделируемой невесомости — гидроневесомости, что достигается нахождением космонавтов в гидросреде. Эта лаборатория занимается следующими задачами:
- подготовкой будущих космонавтов для деятельности за пределами космического корабля;
- осуществлением экспериментальных исследований;
- эргономическими испытаниями космической техники;
- обучение синхронному выполнению работ в открытом космосе.

Гидролаборатории посвящены две марки.
- Союз Советских Социалистических Республик. 1980[7]

- Практика невесомости
 (Mi #4992) (1980-09-15)

- Россия. 1994[8]

- Тренировка в гидролаборатории. Космонавт в открытом космосе
 (Mi #379) (1994-04-12)

## Комплекс тренажеров ОС «Мир»

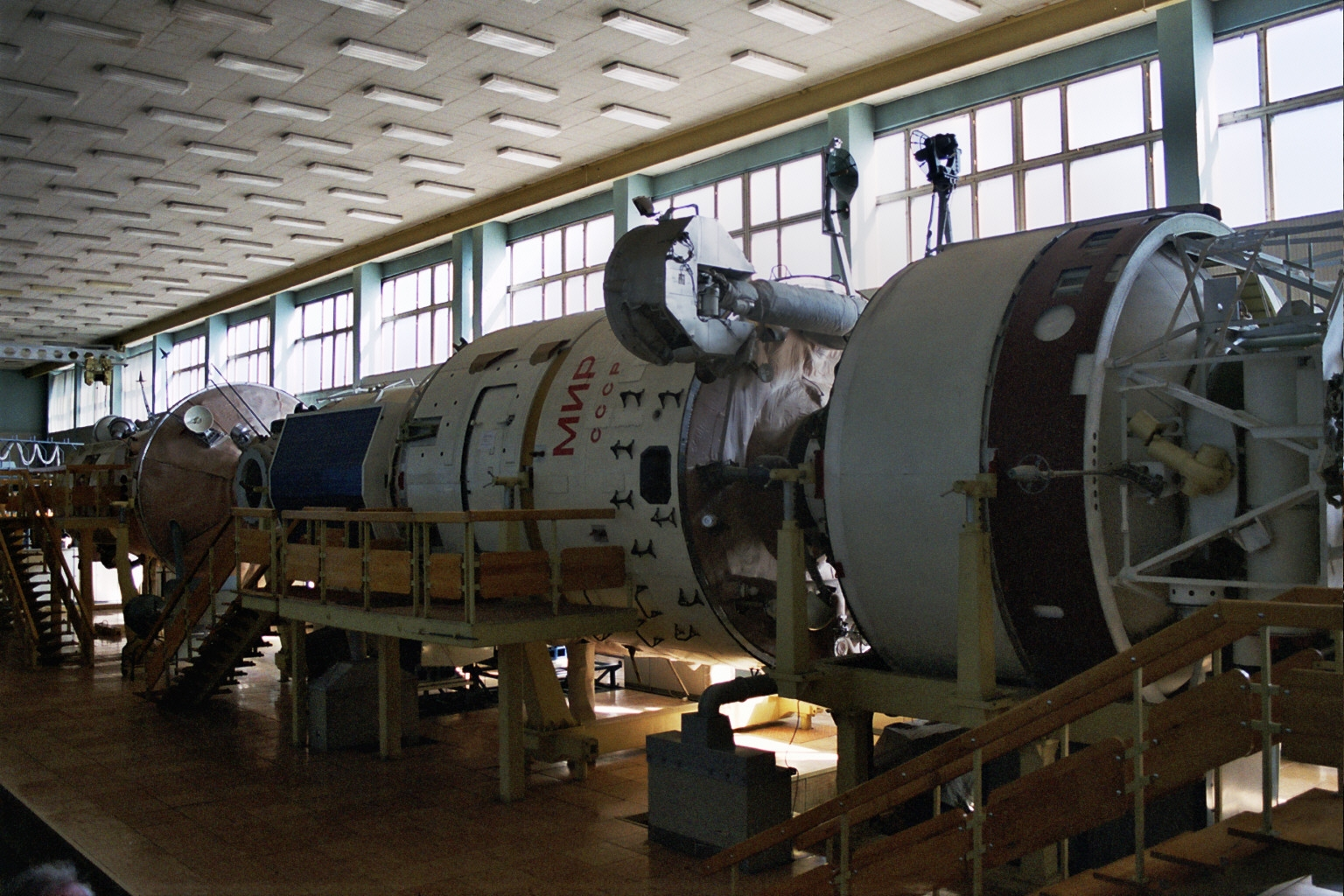
Тренажер станции «Мир»

Комплекс тренажёров орбитальной станции «Мир» создан для получения экипажем и наземным персоналом навыков по эксплуатации ОС «Мир», многосегментным операциям, обеспечения живучести МКС.
Комплексу тренажеров ТПК «Союз» посвящена одна марка.
- Россия. 1994[8]

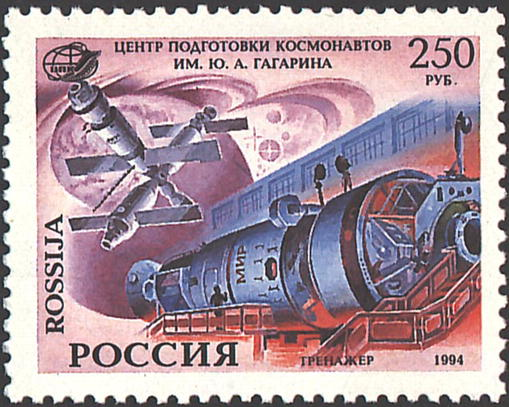
Тренировка на симуляторе «Мир». Космическая станция «Мир» с пристыкованным космическим кораблём «Союз» (Mi #378) (1994-04-12)

## Комплекс тренажеров ТПК «Союз»

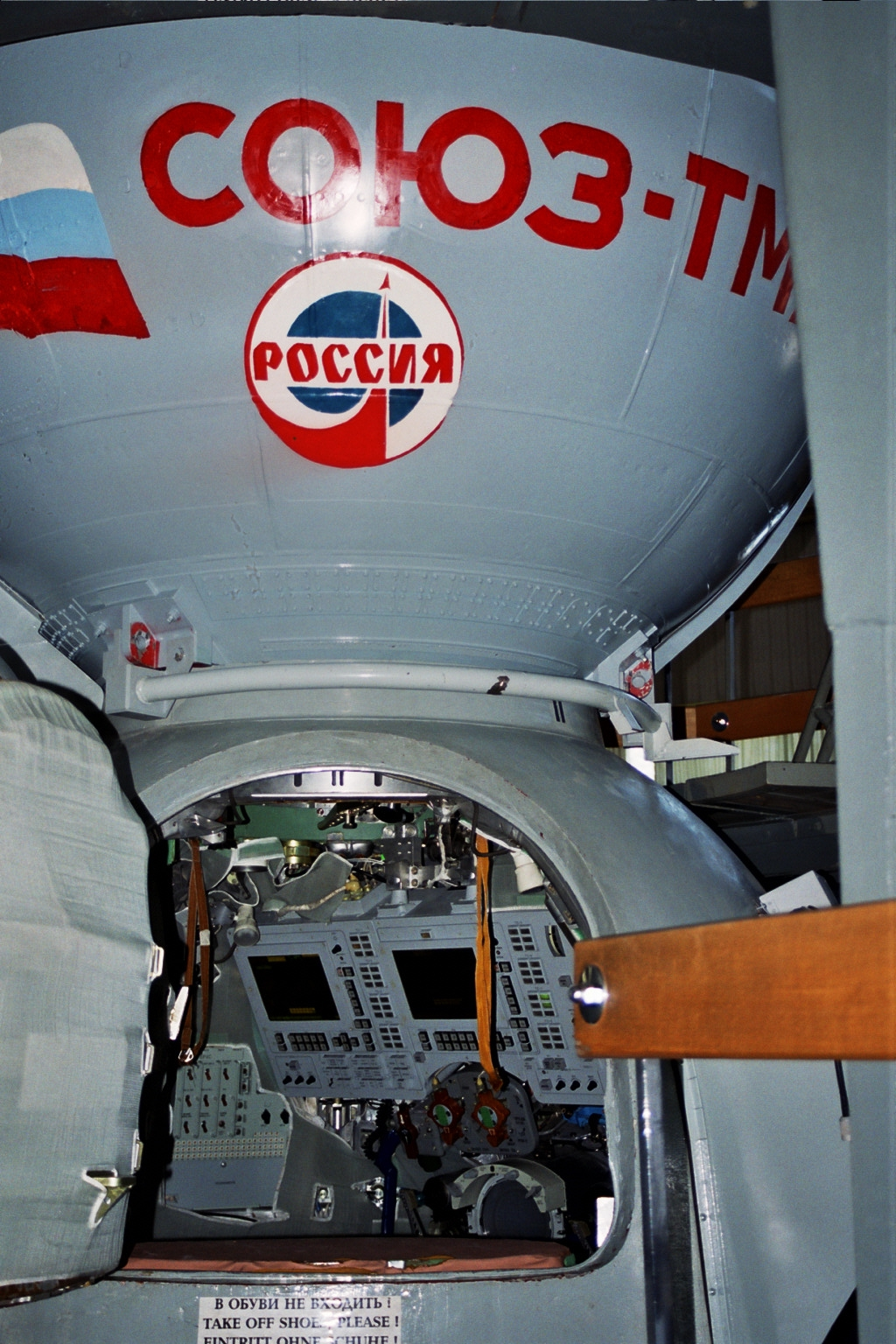
Тренажер корабля «Союз ТМА»

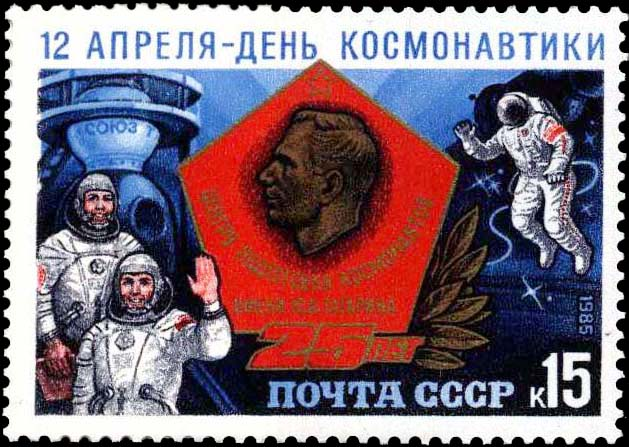
Юрий Гагарин (1934—1968), первый человек в космосе. Космонавты (Mi #5496) (1985-04-12)

Комплекс тренажеров транспортных пилотируемых космических кораблей (ТПК) «Союз» готовит будущих космонавтов для управления ТПК, формирует навыки по деятельности экипажа на ТПК и взаимодействию внутри экипажа и экипажа с Главной оперативной группой управления. В состав комплекса тренажеров ТПК «Союз» в том числе входят:
- комплексный тренажер «ТДК-7СТ3»;
- комплексный тренажер «ТДК-7СТ4»;
- специализированный тренажер «Дон-Союз ТМА»;
- специализированный тренажер «Дон-Союз ТМА 2»;
- специализированный тренажер «ТДК-7СТ5».

Комплексу тренажеров ТПК «Союз» посвящены три марки.
- Союз Советских Социалистических Республик. 1979[12]

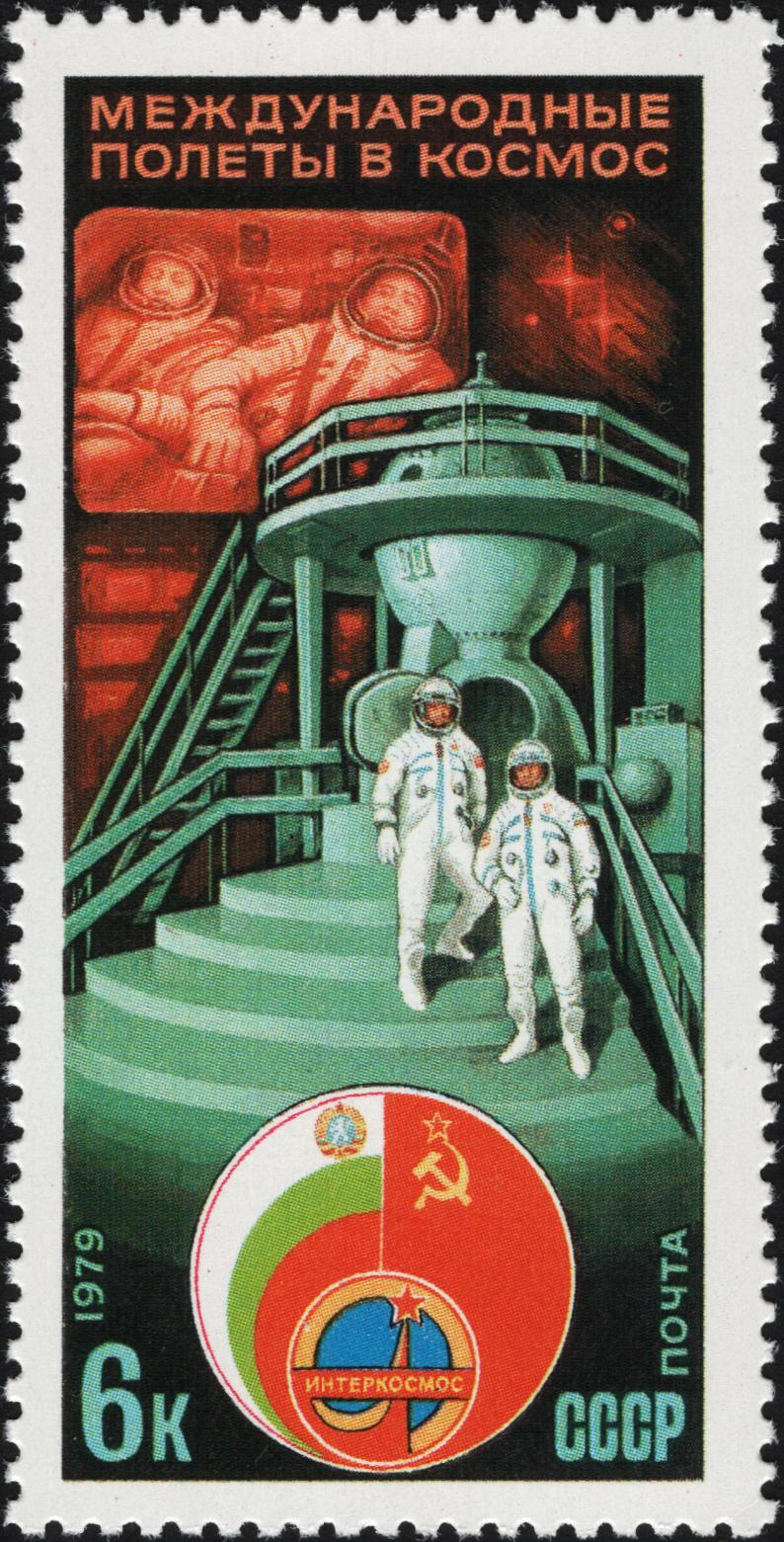
Космонавты в Центре подготовки (Mi #4837) (1979-04-10)

- Союз Советских Социалистических Республик. 1985[13]

- Юрий Гагарин (1934—1968), первый человек в космосе. Космонавты
 (Mi #5496) (1985-04-12)

- Венгрия. 2020[14]

Центр подготовки космонавтов имени Ю. А. Гагарина (Mi #6133) (2020-06-03)

## Средства медицинской подготовки космонавтов

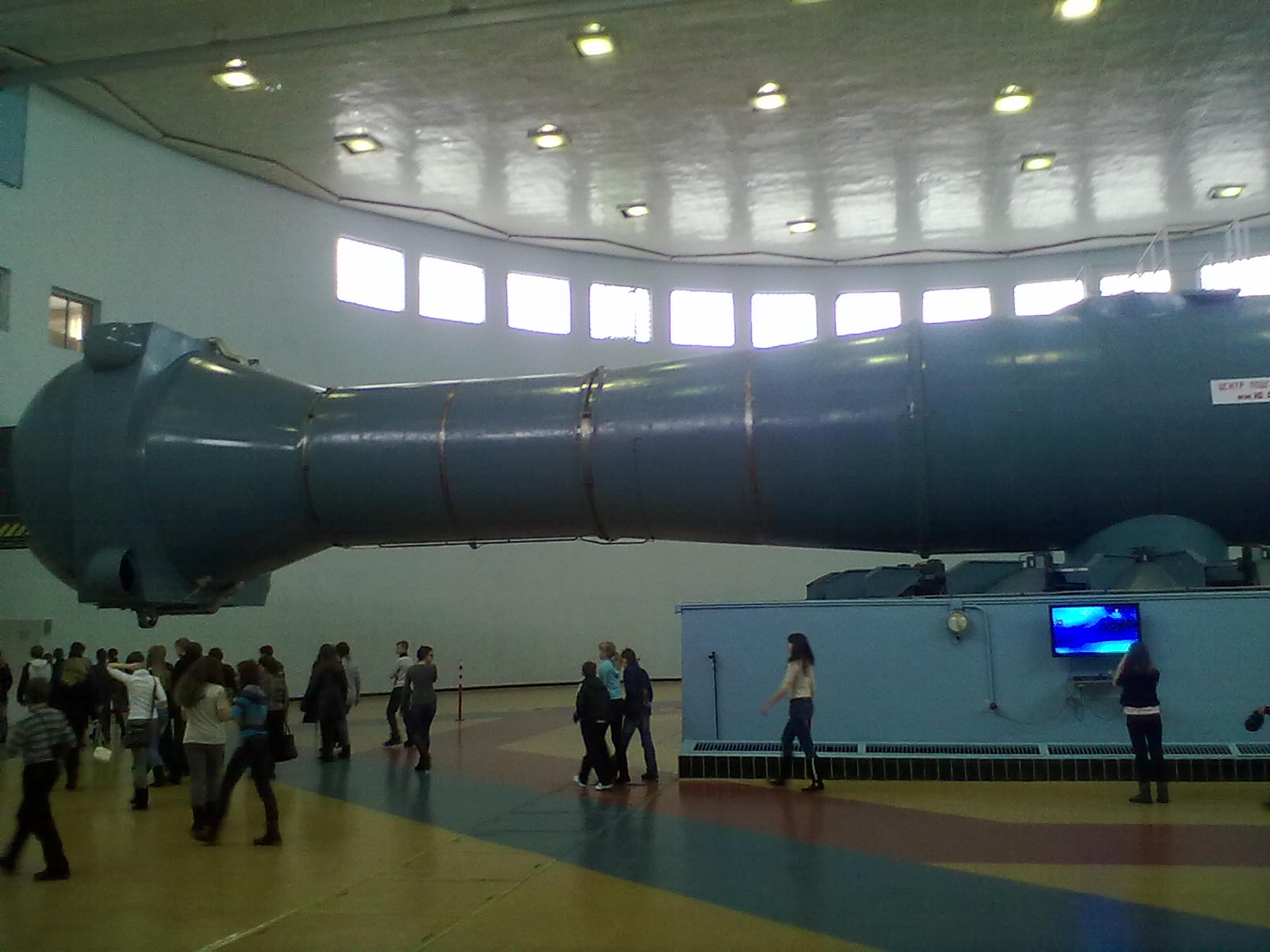
Центрифуга «ЦФ-18»

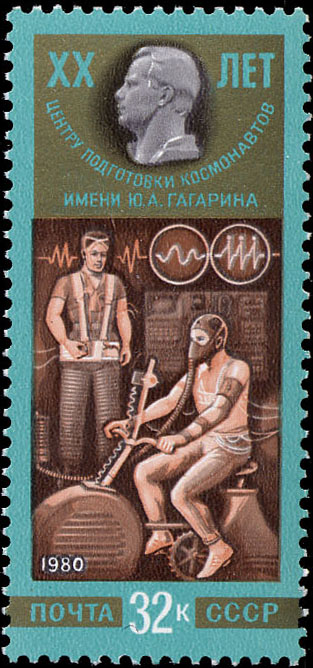
Тренировка на велоэргометре и испытание вакуумного костюма «Чибис» (Mi #4993) (1980-09-15)

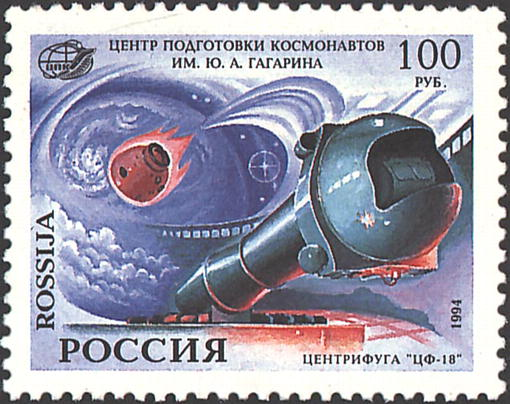
Центрифуга «ЦФ-18» (Mi #377) (1994-04-12)

Средства медицинской подготовки космонавтов включают следующее оборудование:
- стационарная барокамера СБК-80;
- вестибулометрические стенды;
- стенд «Квант»;
- комплекс бортовых технических средств медицинского контроля и профилактики.

Средствам медицинской подготовки космонавтов посвящены две марки.
- Союз Советских Социалистических Республик. 1980[7]

- Тренировка на велоэргометре и испытание вакуумного костюма «Чибис»
 (Mi #4993) (1980-09-15)

- Россия. 1994[8]

- Центрифуга «ЦФ-18»
 (Mi #377) (1994-04-12)

## Функционально-моделирующие стенды, учебно-тренировочные натурные макеты

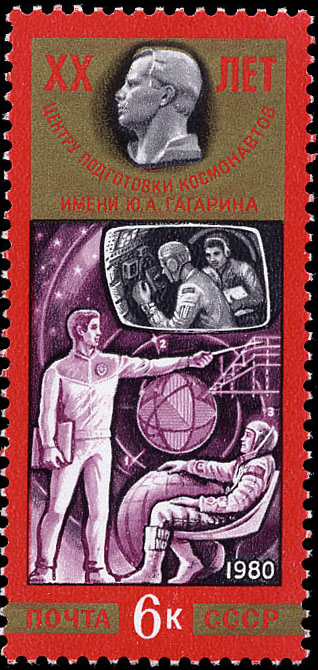
Навигационная практика (Mi #4991) (1980-09-15)

В эту категорию ТСПК Центра подготовки космонавтов имени Ю. А. Гагарина в том числе входит учебное-тренировочное навигационное оборудование:
- астронавигационный функционально-моделирующий стенд: (до 22.06.1987 космический планетарий) астронавигационная подготовка экипажей МКС;
- виртуальный астронавигационный комплекс: подготовка космонавтов при изучении созвездий и навигационных звёзд небесной сферы.

Астронавигационному учебно-тренировочному оборудованию посвящена одна марка.
- Союз Советских Социалистических Республик. 1980[7]

- Навигационная практика
 (Mi #4991) (1980-09-15)